# Chris Farley
Chris Farley, właśc. Christopher Crosby Farley (ur. 15 lutego 1964 w Madison, zm. 18 grudnia 1997 w Chicago) – amerykański aktor filmowy i telewizyjny, komik.

## Życiorys
Urodził się w Madison w stanie Wisconsin w rodzinie rzymskokatolickiej Mary Anne (z domu Crosby) i Thomasa Johna Farleya, Sr. (1936–1999), właściciela firmy naftowej. Wychował się z trzema braćmi – Tomem Jr., Kevinem Peterem (ur. 8 czerwca 1965) i Johnem (ur. 29 października 1968) oraz siostrą Barbarą. Uczęszczał do szkoły katolickiej Edgewood High School of the Sacred Heart. Według Joela Murraya, członka obsady Second City, Farley „zawsze był na mszy”. W 1986 ukończył Marquette University na wydziale komunikacji i teatru.
Występował w Improv Olympic, a następnie dołączył do Second City Theatre w Chicago. W 1989 wziął udział w trzech programach: The Gods Must Be Lazy, It Was Thirty Years Ago Today i Flag Smoking Permitted in Lobby Only or Censorama.
Latem 1990 pojawił się w cyklu programów komediowych telewizji NBC Saturday Night Live, gdzie występował w latach 1990–1995 obok takich wykonawców jak Adam Sandler, Chris Rock, Rob Schneider czy David Spade. Gościł także w sitcomie ABC Roseanne (1993) oraz teledysku grupy Red Hot Chili Peppers do piosenki „Soul to Squeeze” (1993), która była motywem przewodnim komedii Stożkogłowi.
Przed śmiercią użyczył głosu tytułowemu bohaterowi filmu Shrek. Zdążono nagrać 85% tekstu wypowiedzianego przez Shreka, jednak po śmierci Farleya postanowiono wszystkie kwestie przez niego zagrane powierzyć innemu aktorowi. W związku z tym nowym głosem Shreka został Mike Myers.
18 grudnia 1997 roku w apartamencie w Chicago zmarł wskutek przedawkowania narkotyków w wieku 33 lat.

## Filmografia
- 1990–1995: Saturday Night Live
- 1992: Świat Wayne’a jako ochroniarz
- 1993: Świat Wayne’a 2 jako Milton
- 1993: Stożkogłowi jako mechanik Ronnie, chłopak Connie
- 1994: Odlotowcy jako oficer Wilso
- 1995: Tomcio Grubasek jako Tommy Callahan III
- 1995: Billy Madison jako kierowca autobusu
- 1996: Czarna owca jako Mike Donnelly
- 1997: Wielki biały ninja jako Haru
- 1998: Bohaterowie z przypadku jako Bartholomew Hunt
- 1998: Brudna robota jako Jimmy